# Cissus subramanyamii
Cissus subramanyamii är en vinväxtart som beskrevs av Shetty & P. Singh. Cissus subramanyamii ingår i släktet Cissus och familjen vinväxter. Inga underarter finns listade i Catalogue of Life.